# Aeroporto de Congonhas (métro de São Paulo)
Aeroporto de Congonhas, anciennement Congonhas, sera une station de monorail de la ligne 17 - Or du métro de São Paulo, actuellement en expansion, et reliera la station Morumbi de la ligne 9 - Éméraude à l'aéroport de cette station, dans le quartier de Campo Belo,.
La station Aeroporto de Congonhas sera située au confluent entre l'avenue Washington Luis et la rua Rafael Lório, dans le quartier de Vila Congonhas, dans le quartier de Campo Belo, dans la zone Centre-Sud de São Paulo. La station disposera d'un tunnel souterrain sous l'avenida Washington Luís, qui la reliera directement au hall inférieur de l'aérogare de l'aéroport de Congonhas, situé de l'autre côté de l'avenue.

## Histoire
Initialement dans les plans d'extension du métro de São Paulo, la ligne 17 - Or devrait être prête d'ici 2014, en liaison avec la station São Paulo-Morumbi de la ligne 4 - Jaune, à l'époque où le stade Cícero-Pompeu-de-Toledo était considéré comme l'un des sites pour les matchs de la Coupe du monde de 2014.
Par la suite, la promesse de livraison de la ligne a été reportée à 2016, fin 2017, 2018, décembre 2019, fin 2020, 2021 et désormais au 2e semestre 2022,,,,.

## Services aux voyageurs
Station en construction.

## À proximité
- Aéroport de São Paulo/Congonhas